# John Wright (filmmonteur)
John Wright (Glendale (Californië), 4 juli 1943 – Calabasas (Californië), 20 april 2023)  was een Amerikaanse ACE-gecertificeerd editor. Hij ontving twee nominaties voor een Academy Award voor zijn werk aan The Hunt for Red October (1990) en Speed (1994). Hij werkte tweemaal met regisseur Mel Gibson voor de films The Passion of the Christ en Apocalypto.
Wright stierf op 20 april in zijn huis in Calabasas na een gevecht met kanker. Hij werd 79.

## Geselecteerde filmografie
- Frances (1982)
- Mass Appeal (1984)
- The Running Man (1987)
- The Hunt for Red October (1990)
- Teenage Mutant Ninja Turtles II: The Secret of the Ooze (1991)
- Necessary Roughness (1991)
- Speed (1994)
- Die Hard with a Vengeance (1995)
- Broken Array (1996)
- Deep Rising (1998)
- The 13th Warrior (1999)
- The Thomas Crown Affair (1999)
- X-Men (2000)
- Rollerball (2002)
- The Passion of the Christ (2004)
- Glory Road (2006)
- Apocalypto (2006)
- The Incredible Hulk (2008)